# 안다빈
안다빈(安多彬, 1988년 1월 4일 ~ )은 대한민국의 서양화가 겸 설치미술가이다.

## 생애
그의 본관은 순흥(順興)이고 서울에서 출생하였으며 신장은 182cm이고 체중은 79kg인 그는 영화배우 및 예비역 대한민국 육군 중위 안성기와 조각가 겸 대학 교수 오소영 사이에서 슬하 2남 중 장남(長男)으로 출생하였으며 그는 초등학교 5학년 시절이던 1998년부터 미국 유학을 하였고 이후 2006년 서양화가로 미국에서 화단에 첫 등단하였으며 2009년 미국에서 설치미술가로 등단하였다.

## 학력
- 프랫 대학교 응용미술학과 학사

## 작품

### 서양화
- 2013년 《Still Life 001》

### 설치미술
- 2009년 《라이트리스 라이트》